# Prostitution i Kanada
|  | Prostitution laglig och reglerad |

|  | Prostitution är lagligt men inte reglerat. Bordeller och gatuprostitution illegalt. |

|  | Prostitution illegal (utom i några delar av Nevada) |

|  | Inga data |

Prostitution i Kanada är lagligt. De flesta kringaktiviteter runt prostitutionen är dock förbjudna i lag, inklusive bordellverksamhet och annat koppleri. Sedan 2014 är även köp av sexuell tjänst förbjudet i landet, sedan man infört en lag baserad på den svenska/nordiska modellen kring prostitution.

## Historia
Prostitution har i Kanada länge varit lagligt, men den har allmänt betraktats som en oetisk och ofta farlig och verksamhet. Inom branschen talas om verksamhetens olika utmaningar. Olika slags kringverksamheter – inklusivt bordeller och annan slags koppleri – är olagligt. Diskussioner omkring full legalisering eller förändrad status av verksamheten har pågått länge, delvis baserat på samhällets begränsande hållning till sexarbete.
I städer i British Columbia och i präriestaterna är kvinnor från ursprungsbefolkningen oproportionerligt vanligare bland de gatuprostituerade. En större andel av inblandade ungdomar ur ursprungsbefolkningen anses vara konsumenter av olagliga droger.

### 1800-talet och tidigt 1900-tal
Runt det förra sekelskiftet var prostitutionen en starkt omdebatterad fråga i Storbritannien och Nordamerika, en fråga som bland annat drevs av den sociala renhetsrörelsen. Under 1800-talet hade man försökt hantera den problematiska prostitutionen med tre olika metoder:
- införa reglementerad prostitution (för att minska spridningen av könssjukdomar)
- reglera eller förbjuda alla kringaktiviteter runt prostitutionen (i syfte att strypa verksamheten)
- rehabilitera prostituerade genom inskrivning av dem på olika omskolningsanstalter

Ingen av de ovanstående metoderna hade någon avgörande påverkan på prostitutionen i landet. Under perioden 1903–1917 beskrev många kanadensiska socialreformatörer verksamheten som ett "samhälleligt ont" av högsta dignitet, delvis kopplad till arbetet emot den "vita slavhandeln".

### Sent 1900-tal
Under mellankrigstiden sjönk diskussionen omkring prostitutionen i det allmänna medvetandet. Det var inte förrän i mitten av 1970-talet som prostitutionen återigen blev ett högt rankat ämne inom den sociala debatten, då efter att den andra vågens feminism bidragit till att lyfta frågor om könsmässiga orättvisor i samhället. Prostitutionen kopplades då tydligare till frågor kring manlig makt och kvinnors underordning.
1972–1985 gällde en lag kring saluförande av sexuella tjänster som i första hand riktade sig mot den prostituerade. Fall där civilklädda poliser "lockade" sexköpare att röja sig togs då inte upp i domstol, och prostitutionen i sig var laglig. Ökad forskning under 1980-talet ledde till större kunskap omkring bakgrunden till prostitutionen, vilket successivt flyttade fokus från prostitutionen som en störande verksamhet till frågan om sexuellt utnyttjande av barn och unga. Många undersökningar från decenniet gav vid handen att cirka 70 procent av vuxna gatuprostituerade (män som kvinnor) börjat i branschen före 18 års ålder. Köp av sexuella tjänster av en minderårig (under 18 års ålder) är och har länge varit otillåtet, liksom även offentligt saluförande av sexuell tjänst. 1984 förtydligade en statlig kommission att prostitution med 14- till 17-åringar är en form av sexuellt övergrepp, oberoende av att sexuell myndighetsålder i Kanada är 14 år.

### 2000-talet
Sedan 2014 är även köp av sexuell tjänst förbjudet i landet. Det året infördes en lag baserad på den svenska/nordiska modellen kring prostitution och som i likhet med denna ser prostitution i sig som resultatet av ett otillbörligt utnyttjande av den som säljer tjänsten. Lagen blev till sedan landets högsta domstol förklarat att den föregående lagstiftningen stred mot författningen. Lagmodellen är omdiskuterad, eftersom dess yttersta mål är att avskaffa prostitutionen som fenomen och därmed också i praktiken försvårar möjligheten för en sexarbetare att försörja sig. Lagen har utmanats rättsligt av sexarbetarorganisationer, bland annat utifrån det faktum att lagen inte skiljer mellan frivilligt sexarbete och sexuella tjänster som relaterar till människohandel.
Under 2000-talet har fenomenet sugardejtning vuxit i betydelse, parallellt med ökningen av sociala och sexuella kontakter som tas via Internet. Verksamheten beskrivs ibland som ett problem kopplat till men särskilt från prostitution.